# Khalifa Sports City Stadium
Das Khalifa Sports City Stadium, auch bekannt als Isa Town Stadium, ist ein multifunktionelles Stadion in Madinat Isa, Bahrain. Es wird momentan meistens für Fußballspiele verwendet und ist das Heimstadion von al-Najma Club. Das Stadion bietet Platz für 20.000 Zuschauer und wurde 1968  eröffnet. Es wurde zuletzt 2007 renoviert.
Das Stadion beheimatete neun Spiele des Golfpokal 2013.